# آی‌سی‌آی‌سی‌آی لمبارد
آی‌سی‌آی‌سی‌آی لمبارد (انگلیسی: ICICI Lombard) شرکت خدمات مالی و بیمه هندی است، که در سال ۲۰۰۱ توسط آی‌سی‌آی‌سی‌آی بانک تأسیس شد.